# Duale ruimte
In de lineaire algebra en de functionaalanalyse, beide deelgebieden van de wiskunde, heeft elke vectorruimte {\displaystyle V} een overeenkomstige duale ruimte (of langer duale vectorruimte) die uit alle eenvormen (lineaire functionalen) op {\displaystyle V} bestaat, dat wil zeggen de lineaire afbeeldingen naar het lichaam (Ned) / veld (Be) van de vectorruimte.
Duale vectorruimten gedefinieerd op eindigdimensionale vectorruimten, kunnen worden gebruikt voor het definiëren van tensoren, die bestudeerd worden in de tensoralgebra. Wanneer toegepast op vectorruimten van functies (die typisch oneindigdimensionaal zijn), worden duale ruimten gebruikt voor het definiëren en bestuderen van concepten als maten, distributies en Hilbertruimten. Bijgevolg is de duale ruimte een belangrijk begrip in de studie van de functionaalanalyse.
Voor iedere vectorruimte is de duale ruimte gedefinieerd, die in dit verband wel de algebraïsche duale ruimte genoemd wordt. Is de vectorruimte een topologische vectorruimte, dan is er een deelruimte van deze (algebraïsche) duale ruimte, de zogeheten topologische duale ruimte die gevormd wordt door de continue lineaire functionalen.

## Definitie
Zij {\displaystyle V} een vectorruimte over een lichaam (Ned) / veld (Be) {\displaystyle K}. Noem {\displaystyle V^{*}} de verzameling van eenvormen op {\displaystyle V}, dat wil zeggen de lineaire afbeeldingen van {\displaystyle V} naar {\displaystyle K}.

De elementen van {\displaystyle V^{*}} kunnen puntsgewijs bij elkaar worden opgeteld en puntsgewijs worden vermenigvuldigd met een constante uit {\displaystyle K}. Op deze manier ontstaat een optelling en een scalaire vermenigvuldiging waarmee {\displaystyle V^{*}} eveneens een vectorruimte wordt over {\displaystyle K}. Deze vectorruimte heet de duale vectorruimte (ook het duaal of de duale) van {\displaystyle V}.

## Bijbehorende bilineaire afbeelding
Voor iedere vectorruimte {\displaystyle V} is er de bilineaire afbeelding {\displaystyle B:V^{*}\times V\to K}, met {\displaystyle B(v^{*},v)=v^{*}(v)}. Soms wordt de notatie {\displaystyle \langle v^{*},v\rangle } gebruikt.

## Duale basisvectoren
Bij een gegeven basis kan voor elke basisvector {\displaystyle b} een duale basisvector {\displaystyle b^{*}} worden gedefinieerd als de lineaire afbeelding van {\displaystyle V} naar {\displaystyle K} die een vector {\displaystyle v} uit {\displaystyle V} afbeeldt op de coëfficiënt van {\displaystyle b} in de lineaire combinatie waarbij {\displaystyle v} wordt uitgedrukt in de basisvectoren. Als dus de basis bestaat uit de vectoren {\displaystyle b_{1},b_{2},\ldots ,b_{n}\ldots } en
{\displaystyle v=\alpha _{1}b_{1}+\alpha _{2}b_{2}+\ldots +\alpha _{i}b_{i}+\ldots +\alpha _{N}b_{N}}
dan is
{\displaystyle b_{i}^{*}(v)=\alpha _{i}}
De duale basisvectoren zijn lineair onafhankelijk in {\displaystyle V^{*}.} De dimensie van {\displaystyle V^{*}} is dus minstens die van {\displaystyle V.}

### Eindigdimensionale geval
Als {\displaystyle V} eindigdimensionaal is met dimensie {\displaystyle n}, vormen de duale basisvectoren {\displaystyle b_{1}^{*},\ldots ,b_{n}^{*}} van de basis {\displaystyle (b_{1},\ldots ,b_{n})} van {\displaystyle V} een basis van {\displaystyle V^{*}} die duale basis van {\displaystyle (b)} heet. De dimensie van {\displaystyle V^{*}} is dus ook {\displaystyle n}. Er geldt:
{\displaystyle b_{i}^{*}(b_{j})=\delta _{ij}},
met {\displaystyle \delta _{ij}} de kroneckerdelta
Voor een willekeurig element {\displaystyle f\in V^{*}}, met coëfficiënten {\displaystyle (f_{i})} t.o.v deze basis, dus:
{\displaystyle f=f_{1}b_{1}^{*}+\dots +f_{n}b_{n}^{*},}
geldt:
{\displaystyle f(b_{i})=f_{1}b_{1}^{*}(b_{i})+\dots +f_{n}b_{n}^{*}(b_{i})=f_{i}}

### Algemene geval
In het geval van een oneindigdimensionale vectorruimte {\displaystyle V} kan in het algemeen niet op bovengenoemde wijze een duale basis geconstrueerd worden. Stel namelijk dat {\displaystyle (b_{i})_{i}} een basis is van {\displaystyle V}. Dan is de lineare afbeelding {\displaystyle A:V\to K} gedefinieerd door {\displaystyle A(b_{i})=1} een element van de duale ruimte {\displaystyle V^{*}.} Echter kan {\displaystyle A} niet uitgedrukt worden als (eindige!) lineaire combinatie van de duale basisvectoren {\displaystyle b_{i}^{*}.} Stel immers dat
{\displaystyle A=\sum _{i=1}^{N}\alpha _{i}b_{i}^{*},}
dan zou
{\displaystyle 1=A(b_{N+1})=\sum _{i=1}^{N}\alpha _{i}b_{i}^{*}(b_{N+1})=0}
Als {\displaystyle K} eindig is, is {\displaystyle V} aftelbaar, maar {\displaystyle V^{*}} overaftelbaar. Daaruit volgt dat iedere basis van {\displaystyle V^{*}} ook overaftelbaar is.

## Topologisch duaal
Als {\displaystyle V} een topologische vectorruimte is, heeft het zin te kijken naar de verzameling continue lineaire afbeeldingen van {\displaystyle V} naar {\displaystyle K.} Deze vormt op haar beurt een topologische vectorruimte met de topologie der puntsgewijze convergentie (de spoortopologie van de producttopologie op {\displaystyle K^{V}}).
Om onderscheid te maken, spreekt men van algebraïsch duaal respectievelijk topologisch duaal. De topologisch duale vectorruimte is in het algemeen een deelverzameling van de algebraïsch duale vectorruimte. In de meeste teksten over functionaalanalyse speelt de algebraïsch duale ruimte geen rol, en de term "duale ruimte" slaat op de duale topologische vectorruimte. Als er geen verwarring mogelijk is, wordt de ster-notatie {\displaystyle V^{*}} eveneens gebruikt voor de topologisch duale ruimte van {\displaystyle V.}

## Inproduct
Als {\displaystyle V} een reële of complexe vectorruimte is met een inproduct (en dus met welgedefinieerde begrippen loodrechte stand en afstand), dan definieert de bewerking "rechts inproduct met een vaste gegeven vector" een continue lineaire afbeelding van {\displaystyle V} naar {\displaystyle K.} De afbeelding die met de vaste gegeven vector de corresponderende lineaire afbeelding in verband brengt, is een injectieve continue lineaire afbeelding van {\displaystyle V} naar {\displaystyle V^{*}} (toegevoegd lineair of semilineair in het geval van een complexe inproductruimte).
Als de norm die door het inproduct wordt gedefinieerd, volledig is (m.a.w. als {\displaystyle V} een hilbertruimte is), dan is deze continue (semi)lineaire afbeelding van {\displaystyle V} naar {\displaystyle V^{*}} een bijectieve isometrie.

## Duaal moduul
Als we het lichaam {\displaystyle K} vervangen door een ring {\displaystyle R,} dan spreken we niet meer van vectorruimten maar van modulen. Bij de definitie van de duale ruimte hebben we geen gebruik gemaakt van de omkeerbaarheid van de elementen van {\displaystyle K,} dus de definitie blijft geldig voor het duaal moduul {\displaystyle M^{*}} van een gegeven moduul {\displaystyle M} over een ring {\displaystyle R.} Zoals altijd bij modulen, moet men voorzichtig zijn met beschouwingen over basissen en dimensies.
Abelse groepen kunnen worden opgevat als modulen over de ring der gehele getallen en omgekeerd. De duale abelse groep is dan het duale moduul in hogergenoemde zin.